# Amusaron kolga
Amusaron kolga is een vlinder uit de familie van de echte spinners (Bombycidae). De wetenschappelijke naam voor de soort is, als Norasuma kolga, voor het eerst geldig gepubliceerd in 1887 door Herbert Druce.
De soort komt voor in het Afrotropisch gebied.